# Cà Mau (cidade)
A cidade de Ca Mau é a capital da província de Ca Mau. Esta cidade está na parte mais ao sul do Vietname, a 360 quilômetros da cidade de Ho Chi Minh. População em 2005 era de 100.000 habitantes. É a cidade onde nasceu o primeiro ministro vietnamita Nguyen Tan Dung. Ca Mau é acessível pela estrada e por avião.

## Referências

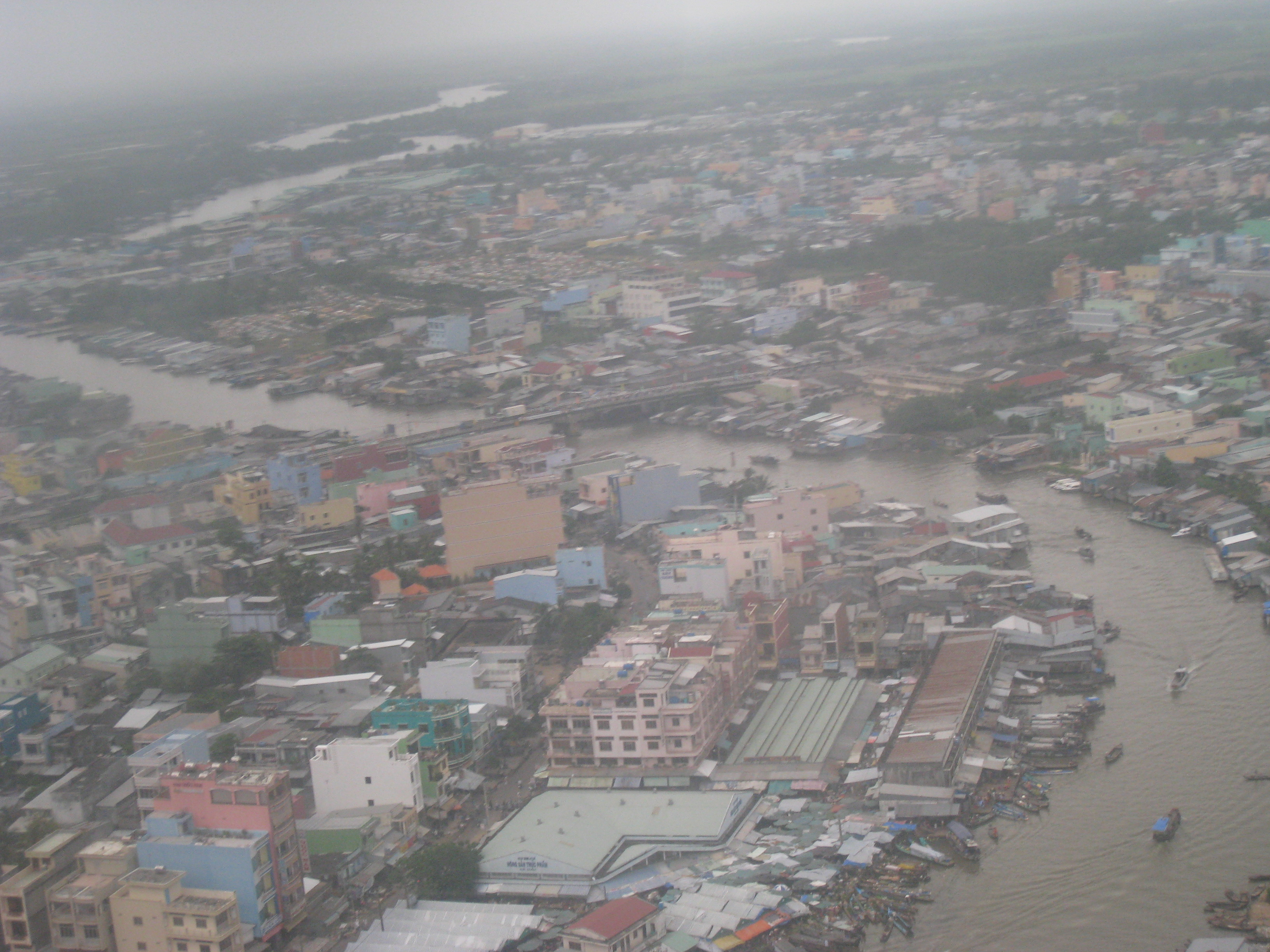
Vista aérea de Ca Mau

## Transportes
- Aeroporto de Ca Mau
- rede de hidrovias